# 斯滕-提姆·索克
斯滕-提姆·索克（1989年2月14日—），愛沙尼亞籃球運動員，現在效力於俄羅斯球隊莫斯科迪納摩。他也代表愛沙尼亞國家男子籃球隊參賽。